# 门贵成
门贵成（1929年11月—2025年6月18日），吉林白城人，中国人民解放军副兵团职离休干部、原成都军区空军副司令员。

## 生平
门贵成1947年10月入伍，1949年11月加入中国共产党。历任卫生员、学员、领航主任、团长、副师长、师长，空军第一军副军长、军长等职。1988年9月被授予空军少将军衔。
2025年6月18日，门贵成因病于成都逝世，享年96岁。讣告刊登在2025年7月3日的《解放军报》。